# Contea di Honghe
La contea di Honghe (红河县S, Hónghé XiànP) è una contea della Cina, situata nella provincia di Yunnan e amministrata dalla prefettura autonoma hani e yi di Honghe.